# Покинь, якщо кохаєш
«Покинь, якщо кохаєш»  — роман Коллін Гувер, написаний на основі проблемного шлюбу її батьків.
Колін Гувер описує роман як «найважчу книгу, яку коли-небудь написала». Її видали у 2016 році, а найбільшої популярності книга набула у 2022-му завдяки TikTok. Вона розійшлася тиражем понад мільйон примірників у всьому світі, її переклали більш ніж 20 мовами. У жовтні 2022 року Колін Гувер випустила продовження роману «Залишся, якщо кохаєш».

## Сюжет
Головна героїня Лілі, прототипом якої частково постає сама авторка, втрачає тата й знову поринає в спогади про непросте дитинство. Будинок її батьків, шанованих і пристойних громадян, ніколи не був затишним сімейним гніздечком, адже Лілі з мамою жили в постійному напруженні через агресивний характер тата. Нарешті дівчина готова ступити на власний шлях і збудувати свою родину. Однак їй не вдасться знайти спокій, поки вона не здолає всіх тіней минулого й не наважиться розірвати зачароване коло, сплетене з правди, страху, прощення, нерішучості й любові.

## Екранізація

Коллін Гувер

У 2024 року світ побачила екранізація роману. Прем’єра фільму «Покинь, якщо кохаєш» відбулася 6 серпня 2024 року в кінотеатрі AMC Lincoln Square у Нью-Йорку. Режисером фільму є Джастін Бальдоні, який водночас зіграв роль одного з головних персонажів Райлі. Головні ролі також виконали Блейк Лайвлі та Брендон Скленар.